# Hydriomena cyriades
Hydriomena cyriades là một loài bướm đêm trong họ Geometridae.